# 제49회 인도 국제 영화제
제49회 인도 국제 영화제는 2018년 11월 20일에 열린 시상식이다.

## 수상 및 후보

### 감독상
- 이. 마. 유 - 리조 조세 펠리세리 수상

### 여우주연상
- 웬 더 트리스 폴 - 아나스타시아 푸스토비트 수상

### 남우주연상
- 이. 마. 유 - 솀반 비노드 수상

### 올해의 인물상
- 살림 칸 수상

### 데뷔 영화상
- 거리의 래퍼 - 트렙 몬테라스 2세 수상

### ICFT 유네스코상
- 바람과 함께 걷다 - 프라빈 모르칼레 수상

### 공로상
- 댄 울먼 수상

### 국제 경쟁
- 53 워 - 이와 부코스카
- 트랜슬레이터 - 로드리고 바리우소 외 1명
- 아가 - 밀코 라자로브
- 디바인 윈드 - 메르작 알루아슈
- 돈바스 - 세르히 로즈니차
- 가족여행 - 잉량
- Here - Hadi Mohaghegh
- 우리의 투쟁 - 기욤 세네즈
- 더 맨슬레이어/더 버진/더 쉐도우 - 술레브 키더스
- 언씬 - 니콜라스 푸엔조
- 반 고흐스 - 세르게이 리브네브
- 웬 더 트리스 폴 - 메리시아 니키툭
- 이. 마. 유 - 리조 조세 펠리세리
- 투 렛 - 셰지얀 라
- 바야나캄 - 자야라즈

### 스케치 온 스크린
- 적벽대전 1부 - 거대한 전쟁의 시작 - 오우삼
- 가투로 - 구스타보 코바
- 블레이드 러너 2049 - 드니 빌뇌브

### 페스티벌 칼레이도스코프
- 3개의 얼굴들 - 자파르 파나히
- 앤 브리드 노멀리 - 이솔드 우그가도티르
- 애쉬 - 지아장커
- 앳 워 - 스테판 브리제
- 클라이맥스 - 가스파 노에
- 콜드 워 - 파벨 포리코브스키
- 도그맨 - 마테오 가로네
- 풀잎들 - 홍상수
- 살인마 잭의 집 - 라스 폰 트리에
- 인간, 공간, 시간 그리고 인간 - 김기덕
- 이미지 북 - 장 뤽 고다르
- 어느 가족 - 고레에다 히로카즈
- 레토 - 키릴 세레브렌니코프
- 터치 미 낫 - 애디너 핀틸리
- 비전 - 가와세 나오미
- 야생 배나무 - 누리 빌게 제일란
- 어느 여자의 전쟁 - 베네딕트 얼링슨
- 요메드딘 - A.B. 샤키
- 아이카 - 세르게이 드보르체보이
- 더 길티 - 구스타브 몰러

### 월드 파노라마
- 492 - 헨리크 골드만
- 1985 - 옌 탠
- 3 타게 인 키브롱 - 에밀리 아테프
- 7 이모션스 - 마렉 코테르스키
- 어론 앳 마이 웨딩 - 마르타 버그만
- 아민 - 필립 포콩
- 코끼리는 그 곳에 있다 - 후 보
- 언 오렌지 쉽 - 누어 임란 밋투
- 아서 & 클레어 - 미겔 알렉산드레
- 재 - 리 샤오펑
- 더 아스펀 페이퍼스 - 줄리앙 랑데
- 아웃사이더 - 애덤 시코라
- 아베르노 - 마르코스 로이자
- Back Home - Magdalena Lazarkiewicz
- 길 위의 새들 - 치로 구에라 외 1명
- 블랙 47 - 랜스 데일리
- 더 브라 - 바이트 헬머
- 브라더스 - 한로 스미츠만
- 카르멘 & 롤라 - 아란트자 이케베리아
- 콜레트 - 워시 웨스트모어랜드
- 도터 오브 마인 - 라우라 비스푸리
- 유포리아 - 발레리아 골리노
- 세상의 부드러운 무관심 - 아딜칸 에르자노프
- 더 해피 프린스 - 루퍼트 에버릿
- 더 하비스터스 - 에티엔 칼로스
- 상속녀 - 마르셀로 마르티네시
- 하이 라이프 - 클레어 드니
- 어 새크리드 가우초 - 호아킨 페드레티
- 인 디 아일 - 토머스 스터버
- 카잔차키스 - 야니스 스마라그디스
- 레모네이드 - 이오아나 유리카루
- 리틀 티클스 - 앙드레아 베스콩 외 1명
- 런던 필드 - 매튜 쿨렌
- 메인 - 매튜 브라운
- 만타 레이 - 푸티퐁 아룬펜
- 얼굴 - 마우고시카 슈모프스카
- 마이 마스터피스 - 가스톤 두프라트
- 절대 고요를 찾는 남데브 아저씨 - 다르 가이
- 네버 낫 러브 유 - 앙트와넷 자다온
- 니코, 1988 - 수잔나 니키아렐리
- 더 올드 로드 - 마니제 헤크맛
- 원스 어폰 어 타임 인 노벰버 - 안제이 자키모프스키
- 디 오리지널스 - 마르완 하메드
- 페트라 - 하이메 로살레스
- 파닉스 - 카밀라 스톰 헨릭슨
- 피티 - 바비스 마크리디스
- 명왕성시각 - 장밍
- 더 프라이즈 - 알레산드로 가스만
- 레이지 - 세르지오 트레포
- 라멘 샵 - 에릭 쿠
- 리가딩 더 케이스 오브 잔 다르크 - 매튜 와일더
- 루바 - 레닌 M. 시밤
- 녹이 슨 - 알리 무리티바
- 실드 립스 - 베른 볼리취
- 보이는 것과 보이지 않는 것 - 카밀라 안디니
- 슬럿 인 어 굿 웨이 - 소피 로라인
- 쏘리 엔젤 - 크리스토프 오노레
- 술레이만 마운틴 - 엘리자베타 스티쇼바
- 더 스윗 레퀴엠 - 리투 사린 외 1명
- 더 퀸 오브 피어 - 발레리아 베르투셀리 외 1명
- 투 더 데저트 - 울리세스 로셀
- 투 디 엔즈 오브 더 월드 - 귀욤 니클로스
- 트러블 위드 유 - 피에르 살바도리
- 우퇴위아 22. 율리 - 에릭 포페
- 과부 마녀 - 차이 청지에
- 위드 더 윈드 - 베티나 오벌리
- 윈터 플라이즈 - 올모 오메르주

### 회고전
- 모니카와의 여름 - 잉그마르 베르히만
- 산딸기 - 잉그마르 베르히만
- 제7의 봉인 - 잉그마르 베르히만
- 페르소나 - 잉그마르 베르히만
- 가을 소나타 - 잉그마르 베르히만
- 화니와 알렉산더 - 잉그마르 베르히만
- 사라방드 - 잉그마르 베르히만
- 베리만 아일랜드 - 마리 니리로드

### 하미지
- 아마데우스 - 밀로스 포만
- 사선에서 - 볼프강 페터젠
- 올리버 - 캐럴 리드

### 오픈 에어 스크리닝
- 골드 - 악쉐이 쿠마르
- 마리 콤 - 오뭉 쿠마
- 달려라 밀카 달려 - 라키쉬 옴프라카쉬 메라
- 1983 - 아브리드 샤인
- M.S. 도니: 더 언톨드 스토리 - 니라이 판데이
- 수르마 - 쉐아드 알리

### 컨트리 포커스
- 꼬장꼬장 슈콜닉 교수의 남모를 비밀 - 조지프 세더
- 그리움 - 샤비 가비존
- 레드 카우 - 바카이 치비안
- 리뎀션 - 요시 마드모니 외 1명
- 샬롬 발리우드 - 대니 벤 모쉐
- 거품 - 에이탄 폭스
- 디 아더 스토리 - 애비 네셔
- 디 언오얼토독스 - 엘리란 말카
- 바시르와 왈츠를 - 아리 폴만
- 여자의 비애 - 미셀 아비아드

### 인도영화 - 장편
- 올루 - 샤지 카룬
- 나가르키르탄 - 카우시크 간굴리
- 사 - 아리지트 싱
- 우마 - 스리짓 무케르지
- 아비악토 - 아르준 두타
- 우론촌디 - 아비쉑 사하
- 옥토버 - 수지트 서카
- 보어 - 카막하 나라얀 싱
- 신자르 - 산딥 팜팔리
- 바람과 함께 걷다 - 프라빈 모르칼레
- 바야나캄 - 자야라즈
- 막카나 - 라힘 카더
- 푸마람 - 아브리드 샤인
- 수다니 프롬 나이지리아 - 자카리야
- 이. 마. 유 - 리조 조세 펠리세리
- 다파 - 니펀 다마디카리
- 아므히 도히 - 프라티마 조쉬
- 투 렛 - 셰지얀 라
- 바아람 - 프리야 크리시나스와미
- 레저렉션 - 램
- 파다이 - 압하야 심하
- 마하나티 - 나그 애쉬윈
- 타이거는 살아있다 - 알리 아바스 자파
- 파드마바트 - 산제이 릴라 반살리
- 라지 - 메그나 굴자르
- 파리예룸 페루말 - 마리 셀바라이

### 인도영화 - 비장편
- 칼바스 - 아디티야 수하스 잠브할레
- 삼푸락 - 프라발 차크라보티
- 비하르 민중의 드라마 - 실피 굴라티 외 1명
- 샹카르 마하데반 - 딥티 시반
- 기아모-퀸 오브 더 마운틴스 - 도엘 트리베디 외 1명
- The World’s Most Famous Tiger - S Nalla Muthu
- 분카: 더 라스트 오브 더 바라나시 위버스 - 사타프라카쉬 우파드헤이
- 모니터 - 하리 비스와나스
- 나니 테리 모니 - 아카샤디트야 라마
- 버닝 - 사노즈
- 스워드 오브 리버티 - 샤이니 제이콥 벤자민
- 미드나잇 런 - 렘야 라즈
- Lasyam - Vinod Mankara
- Happy Birthday - Medhpranav Babasaheb Powar
- 나 볼 오 하람! - 니티쉬 파탄카
- 사일런트 스크림 - 프라사나 폰데
- 예스, 아이 엠 마우리 - 수하스 자하기다르
- 팜플렛 - 세자르 바푸 란캄베
- 아이 샤파스 - 구아탐 바제
- Bhar Dupari - Swapnil Vasant Kapure
- 말라이 - 라즈딥 폴

### 신인감독상 후보작
- 밤이 오면 - 조다나 스피로
- 거리의 래퍼 - 트렙 몬테라스 2세
- 더 로드 - 오그젠 글라보닉
- 더 피존 - 바누 시바치
- 볼케이노 - 로먼 본다르추크
- 투 렛 - 셰지얀 라
- 아비악토 - 아르준 두타

### ICFT 유네스코
- 바아람 - 프리야 크리시나스와미
- 경계선 - 알리 아바시
- 가버나움 - 나딘 라바키
- 도블라토프 - 알렉세이 게르만 주니어
- 래프 오어 다이 - 헤이키 쿠잔파
- 로실렌시오스 - 베아트리즈 세녜
- 레인 오브 홈스 - 주드 세드
- 더 인터프리터 - 마틴 슐리크
- 정글 속 두 군인 - 조엘 카레케지
- 아담의 갈비뼈 - 장 웨이
- 더 사일런트 레볼루션 - 라스 크라우메
- 바람과 함께 걷다 - 프라빈 모르칼레